# 626
| [ Edytuj tabelę ]          |                                             |
| Cesarz Bizancjum           | - 610 Herakliusz 641                        |
| Cesarz Chin                | - 618 Tang Gaozu 626 - 626 Tang Taizong 649 |
| Król Essexu                | - 617 Sigeberht I Mały 653                  |
| Król Franków               | - 584 Chlotar II 629                        |
| Cesarz Japonii             | - 592 Suiko 628                             |
| Król Kentu                 | - 616 Eadbald 640                           |
| Patriarcha Konstantynopola | - 610 Sergiusz I 638                        |
| Władca Korei               | - 618 Yŏngnyu 642                           |
| Król Longobardów           | - 616 Adaloald 626 - 626 Arioald 636        |
| Król Mercji                | - 626 Penda 655                             |
| Papież                     | - 625 Honoriusz I 638                       |
| Król Persji                | - 590 Chosrow II Parwiz 628                 |
| Król Wizygotów             | - 621 Swintila 631                          |

Rok 626 / DCXXVI
stulecia: VI wiek ~
VII wiek ~
VIII wiek

lata: 616 «
621 «
622 «
623 «
624 «
625 «
626
» 627
» 628
» 629
» 630
» 631
» 636

## Wydarzenia
- 29 lipca – wojny Bizancjum z Persami: rozpoczęło się oblężenie Konstantynopola.
- 7 sierpnia – wojny Bizancjum z Persami: wojska Sasanidów i Awarów zakończyły nieudane oblężenie Konstantynopola.

- Wojna domowa w kaganacie awarskim (data sporna lub przybliżona).

## Urodzili się
- Tenji, cesarz Japonii (zm. 672)
- Herakleonas, cesarz bizantyjski (zm. 641?)

## Zmarli
- Pháp Hiền – wietnamski mistrz thiền ze szkoły vinītaruci.